# Literatura osvícenství
V 18. století se na západě Evropy, zejména v Anglii a ve Francii, začala vytvářet nová politická a společenská ideologie vyhovující potřebám měšťanstva a označovaná jako osvícenství – nový způsob myšlení.
S postupem techniky a průmyslu se rozvíjely i přírodní vědy, proto se osvícenských názorů domáhají svobody vědeckého bádání. Tím podrývají nejen autoritu náboženství, ale i feudalismu. Příznačný pro osvícenství je kult rozumu (racionalismus), v jehož jménu hlásali osvícenci práva „přirozeného člověka“. Víra v rozum naplňuje vírou v neustálý pokrok, proto jsou osvícenci optimisté. Osvícenská filozofie – zaměření k praktickým otázkám současnosti. Osvícenští spisovatelé vystupovali bojovně proti všemu konzervatismu, kritizovali církev a kněžstvo, odmítali tradici a volali po společenském zrovnoprávnění všech občanů. Mezi významné osvícence patřil Jean-Jacques Rousseau, který přišel se společenskou smlouvou. Zjistil, že čím víc je lidí pohromadě tím jsou zlejší ale jeden člověk sám je hodný. Voltaire ostře vystupoval proti katolické církvi. Osvícenci kladli důraz na lidský rozum a zasahovali do politiky, mnohé kritizovali a o všem pochybovali.
Osvícenská doba poskytovala vědě neobyčejnou podporu: osvícený panovník i šlechta dávali podněty k zakládání učených společností, knihoven, muzeí a vědeckých sbírek. Věda nastoupila na místo náboženství, vynikala láskou k pravdě, pečlivostí v bádání, úctou k drobnému detailu, kriticismem a zřetelem k praktickým potřebám. Měla však i své nedostatky: analýzou jednotlivých faktů oslabovala syntézu, nerozuměla zákonům vývoje, vykládala všechno dění mechanickou účelností. Osvícenství se nejprve projevilo v Anglii. Filozof Francis Bacon patřil k předchůdcům empirismu, když zdůrazňoval význam zkušenosti. Filozof a pedagog John Locke byl vyznavačem deismu, filozofického názoru, který připouští existenci boha jako rozumové bytosti, nikoli však jeho nadpřirozené působení.

## Francie
Politické cíle osvícenství reprezentuje ve Francii Charles Louis Montesquieu, autor rozpravy O duchu zákonů, v níž osvětluje vznik zákonů a státních zřízení z přirozených příčin, jako je podnebí a přírodní bohatství, a přimlouvá se za omezení absolutistické vlády podle anglického vzoru. Jeho Perské listy jsou prvním francouzským osvíceneckým románem.
Voltaire tvoří filosofickou povídku, v níž pomocí kousavé ironie vyjadřuje problémy doby. Jeho osvícenský román Candide neboli Optimismus na příkladě morálně čistého mladíka Candida odhaluje zvůli absolutní moci, prodejnost soudů či loupeživost válek. Voltaire zde také rozvíjí filozofické úvahy o nekritickém optimismu daném vírou v Boží prozřetelnost před rozumem.
Neobyčejně závažný význam pro šíření osvícenských myšlenek mělo vydávání francouzské Encyklopedie, obsahující soubor znalostí ze současné vědy, umění a techniky. Do encyklopedie přispěli nejvýznamnější myslitelé doby – Voltaire, Rousseau, Denis Diderot a další.
Hlavním organizátorem Encyklopedie byl spisovatel a filozof Denis Diderot, autor známý hlavně antiklerikálním románem ve formě dopisů Jeptiška či dalším románem, Jakub Fatalista.

## Anglie
V 18. století vzniká v Anglii dobrodružný román. Daniel Defoe, proslulý zejména románem o osudech ztroskotance na opuštěném ostrově Robinson Crusoe. Patří sem i Henry Fielding, jehož prozaická tvorba bývá označována jako romány silnice a hospody. Kritický postoj proti soudobé společnosti vyjádřil v románech Jonathan Wild Veliký – ironické líčení životní kariéry zločince, a Tom Jones, o pestrých osudech mladíka, podstrčeného jako dítě do šlechtické rodiny.
Román filozofický, nejednou ostrého satirického zabarvení, reprezentuje v anglické próze 18. století Jonathan Swift v díle Gulliverovy cesty. Blízko k tomuto prozaickému žánru měla i tzv. filozofická povídka, kterou pěstoval nejproslulejší francouzský osvícenec Voltaire.
Voltaire měl schopnost ostré a nekompromisní kritiky. Uplatnil se ve všech společenských oborech: jako historik studoval dějinné epochy v jejich podobě společenské a ekonomické, jako beletrista psal filozofické povídky ostrého kritického zaměření, jimiž útočil na lidskou hloupost, zaostalost a nesnášenlivost.